# Parasthetops parallelus
Parasthetops parallelus är en skalbaggsart som beskrevs av Perkins 2008. Parasthetops parallelus ingår i släktet Parasthetops och familjen vattenbrynsbaggar. Inga underarter finns listade i Catalogue of Life.